# Котиньон, Жильбер де
Жильбер де Котиньон (фр. Gilbert de Cotignon; 24 марта 1868 года, Кюржи, Бургундия — 20 ноября 1937 года, XVII округ Парижа) — французский яхтсмен, бронзовый призёр летних Олимпийских игр 1900 года.

## Биография
Жильбер де Котиньон родился 24 марта 1868 года в Кюржи, Бургундия. Начал заниматься парусным спортом с конца 1880-х годов. На Олимпиаде 1900 с Эмилем Жан-Фонтеном и рулевым Фердинаном де Шлаттером был членом экипажа лодки последнего Gwendoline, на которой принял участие в двух гонках среди лодок водоизмещением от 2 до 3 тонн в парусном спорте. В первой гонке пришёл третьим, во второй — четвёртым, выиграв бронзовую медаль. Скончался 20 ноября 1937 года в XVII округе Парижа.